# Província de Fquih Ben Salah
La província de Fquih Ben Salah (en àrab إقليم الفقيه بن صالح, iqlīm al-Fqīh Ibn Ṣāliḥ; en amazic ⵜⴰⵙⴳⴰ ⵏ ⴼⵇⵉⵀ ⴱⵏ ⵚⴰⵍⵃ) és una de les províncies del Marroc, fins 2015 part de la regió de Tadla-Azilal i actualment de la de Béni Mellal-Khénifra. Té una superfície de 3.250 km² i 457.513 habitants censats en 2004. La capital és Fquih Ben Salah.
Limita al nord amb la província de Khouribga (région de Béni Mellal-Khénifra), a l'est amb la província de Béni Mellal, al sud amb la província d'Azilal i a l'oest amb la província d'El Kelâa des Sraghna (regió de Marràqueix-Safi) i la província de Settat (regió de Casablanca-Settat).

## Divisió administrativa
La província de Fquih Ben Salah consta de 3 municipis i 13 comunes:
| Nuclis de població                    | Habitants       | Habitants       |
| Nuclis de població                    | 2 setembre 1994 | 2 setembre 2004 |
| ------------------------------------- | --------------- | --------------- |
| Fquih Ben Salah (M)                   | 74.697          | 82.446          |
| Oulad Ayad (M) (Ouled Ayad)           | 18.958          | 21.466          |
| Souk Sebt Oulad Nemma (M)             | 40.339          | 51.049          |
| Al Khalfia (Khalfia)                  | 14.496          | 14.341          |
| Bni Chegdale                          | 12.885          | 11.582          |
| Bni Oukil                             | 15.249          | 14.960          |
| Bradia                                | 35.416          | 36.307          |
| Dar Oulad Zidouh                      | 26.885          | 27.615          |
| Had Boumoussa                         | 39.990          | 41.731          |
| Hel Merbaa                            | 12.014          | 12.614          |
| Krifate                               | 32.336          | 34.103          |
| Oulad Bourahmoune (Ouled Bourahmoune) | 14.041          | 13.635          |
| Oulad Nacer (Ouled Nacer)             | 26.508          | 26.527          |
| Oulad Zmam (Ouled Zmam)               | 33.732          | 31.905          |
| Sidi Aissa Ben Ali                    | 21.970          | 22.697          |
| Sidi Hammadi                          | 14.109          | 14.535          |